# Keala Kennelly
Pour les articles homonymes, voir Kennelly.
Keala Kennelly est une surfeuse professionnelle, DJ et actrice américaine né le 13 août 1978 à Kauai, Hawaï.

## Biographie
Keala est la première femme à avoir surfé la grosse vague de Teahupoo à Tahiti. De 2000 à 2006 elle a fait partie du TOP8 de l'ASP World Tour avec en 2002 une place de vice-championne du monde.
Keala est retirée de la compétition depuis 2007. En 2011, elle s'est faite défigurée en surfant la vague de Teahupoo, qui l'a projetée sur le corail.
Keala Kennelly est ouvertement lesbienne. En 2017, elle est l'une des têtes d'affiche du festival lesbien californien, le Dinah Shore.

## Filmographie

### Cinéma
- 2002 A joué son propre rôle (de bonne importance) dans Blue Crush, film américain de surf réalisé par John Stockwell, sorti en 2002 au cinéma.
- 2000 Rip Girls de Joyce Chopra, film de surf où elle joue son propre rôle.

### Séries
- 2007 : John from Cincinnati : Kai.

### Documentaire
- 2003 Modus Mix où elle joue son propre rôle avec comme partenaires surfeuses Megan Abubo, Lisa Andersen, Anastasia Ashley, Rochelle Ballard, Layne Beachley, Holly Beck, Serena Brooke, Samantha Cornish, Chelsea Georgeson, Sofia Mulanovich, Kate Skarratt

## Palmarès

### Podium
- 2003 : Vice-championne du monde 2003

### Victoires
- 2003 : Turtle Bay Resort Womens Pro, Oahu, Hawaii (WQS)
- 2003 : Billabong Pro Teahupoo, Teahupoo, Tahiti (WCT)
- 2003 : Roxy Pro, Tavarua, Fidji (WCT)
- 2002 : Billabong Pro Teahupoo, Teahupoo, Tahiti (WCT)
- 2001 : OP Pro Boat Trip Challenge, Mentawai Islands, Sumatra, Indonésie (événement spécial)
- 2001 : Billabong Girls, Playa Venao, Panama (WQS)
- 2000 : Gallaz Women's Pro, Teahupoo, Tahiti (WCT)
- 1999 : Tunnell Vision/Carib Newquay Pro, Newquay, Angleterre (WQS)
- 1999 : Eleven US Open, Huntington Beach, Californie (WQS)
- 1999 : Wahine, Santa Cruz, Californie (WQS)
- 1998 : Black Pearl Wahine Pro, Teahupoo, Tahiti (WQS)
- 1997 : Wahine Womens, Lowers Trestles, Californie (WQS)
- 1997 : Wahine Womens, Seaside Reef, Californie (WQS)